# Aleksandar Sedlar
Aleksandar Sedlar (srbskou cyrilicí Александар Седлар; * 13. prosince 1991 Novi Sad) je srbský profesionální fotbalista, který hraje na pozici středního obránce za španělský klub Deportivo Alavés. V roce 2016 odehrál také dvě utkání v dresu srbské reprezentace.

## Klubová kariéra
Svoji fotbalovou kariéru začal v mužstvu FK Vojvodina Novi Sad, odkud v průběhu mládeže zamířil do klubu FK Borac Novi Sad. V létě 2009 jeho kroky směřovaly do týmu FK Indeks Novi Sad. Před sezonou 2011/12 přestoupil do mužstva FK Veternik Novi Sad hrajícího nižší srbskou ligu, kde strávil rok. V létě 2012 zamířil do týmu FK Metalac Gornji Milanovac. V ročníku 2014/15 s mužstvem postoupil do SuperLigy (nejvyšší soutěž v Srbsku). V následující sezoně byl vybrán do nejlepší jedenáctky ligy. V Metalacu strávil čtyři sezony.

### Piast Gliwice
Před sezonou 2016/17 odešel do zahraničí, do polského klubu Piast Gliwice, kde podepsal smlouvu na tři roky.

#### Sezona 2016/17
S Piastem se představil ve 2. předkole Evropské ligy UEFA, kde klub narazil na švédský tým IFK Göteborg, kterému podlehl 0:3 (v tomto utkání Aleksandar nenastoupil) a remízoval s ním 0:0. V Ekstraklase za Gliwice debutoval v ligovém utkání 2. kola (24. 7. 2016) proti Wisłe Płock (výhra 2:1), odehrál celý zápas.

## Reprezentační kariéra
Od roku 2016 je srbským seniorským reprezentantem. V A-týmu reprezentace Srbska debutoval 25. května 2016 v přátelském utkání proti reprezentaci Kypru (výhra 2:1).

### Reprezentační zápasy
Zápasy Aleksandara Sedlara v A-mužstvu Srbska
| Srbsko              | Srbsko | Srbsko |
| Rok                 | Zápasy | Góly   |
| ------------------- | ------ | ------ |
| 2016                | 2      | 0      |
| Celkem              | 2      | 0      |
| Platí k 16. 6. 2016 |        |        |